# Insano

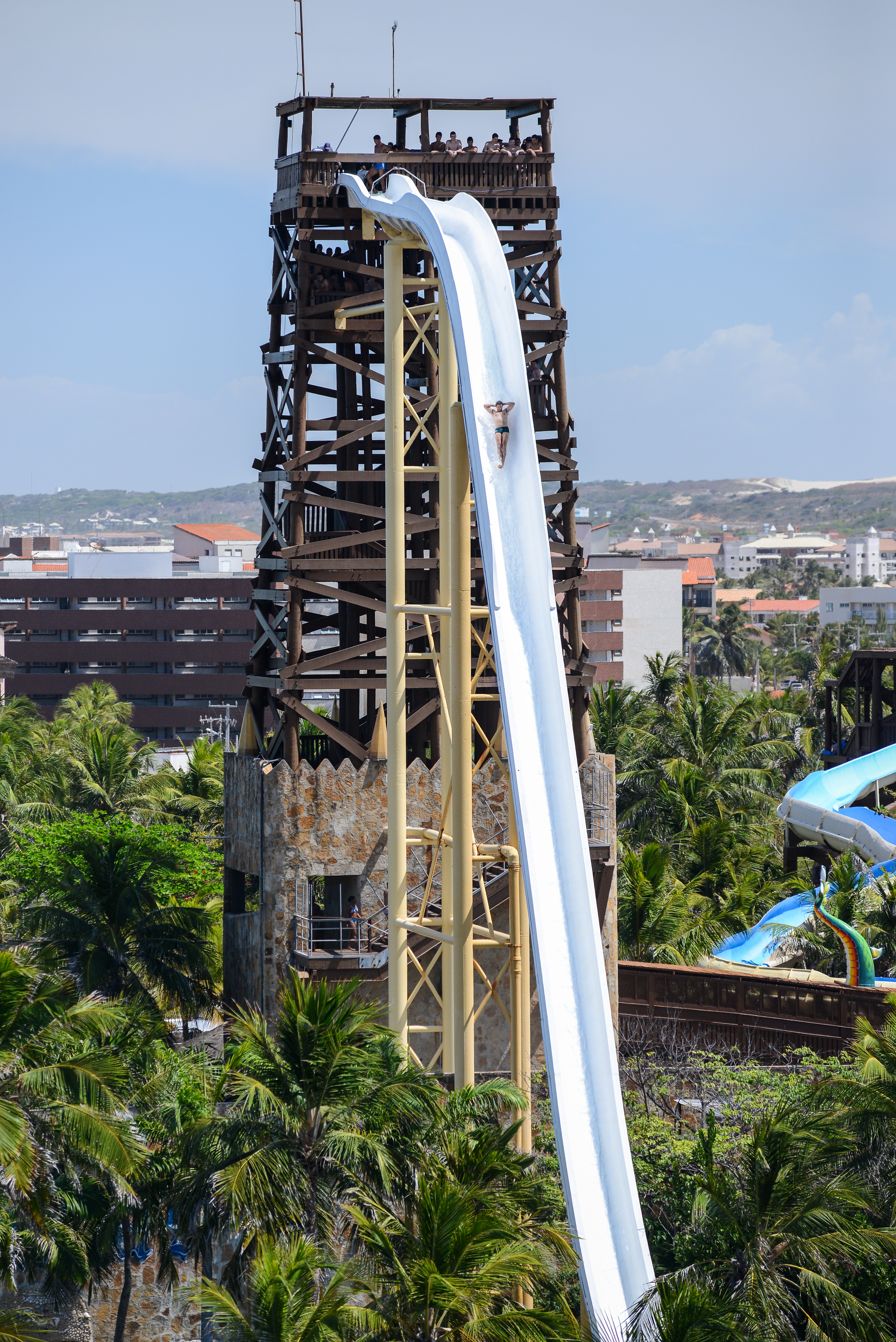
Zjeżdżalnia Insano

Insano – najwyższa i najszybsza zjeżdżalnia wodna na świecie, która znajduje się w stanie Ceará, w Brazylii. Ma 41 metrów długości, i została zapisana w Księdze rekordów Guinnessa. Zjazd trwa ok. 5 sekund, z prędkością 105 km/h. Uważana jest za najbardziej ekstremalną zjeżdżalnie wodną na świecie.